# Indianapolis
För andra betydelser, se Indianapolis (olika betydelser).
Indianapolis är huvudstad i den amerikanska delstaten Indiana och är belägen i den centrala delen av delstaten cirka 120 kilometer väster om gränsen mot Ohio. 
Ytan är 953,5 kvadratkilometer och befolkningen uppgår till cirka 783 000 invånare (2003). Cirka 25 procent av befolkningen i staden är afroamerikaner. Av befolkningen lever cirka 12 procent under fattigdomsgränsen. 

## Sport
Staden är känd för sina stora racertävlingar: Indianapolis 500, NASCAR Brickyard 400 och USA:s Grand Prix. Mellan 1950 och 1960 kördes även Indianapolis Grand Prix. De två första tävlingarna räknas med sina cirka 300 000 åskådare som världens största sportevenemang. Tävlingarna körs på Indianapolis Motor Speedway. I staden anordnades även panamerikanska spelen 1987. De amerikanska mästerskapen i friidrott (som även gäller som uttagningar inför olympiska spelen och världsmästerskapen) har ofta genomförts här.

## Elvis Presley
Den 26 juni 1977 gav Elvis Presley sin allra sista konsert i staden, i Market Square Arena. 

## Professionella lag i de stora lagsporterna
- NFL – amerikansk fotboll
  - Indianapolis Colts
- NBA - basketboll
  - Indiana Pacers